# シンガポール総督
シンガポール総督（英: Governor of Singapore）は、シンガポールのイギリス植民地時代の政治的責任者。時代によって呼称が異なる。

## シンガポール理事官 (1819年–1826年)
シンガポール理事官（Resident of Singapore）は、イギリス東インド会社のためにシンガポールを監督する目的で1819年から1826年まで置かれた。
| 写真 | 名前                     | 就任          | 退任          |
| ---- | ------------------------ | ------------- | ------------- |
|      | ウィリアム・ファークアー | 1819年2月6日  | 1823年5月1日  |
|      | ジョン・クローファード   | 1823年5月27日 | 1826年8月15日 |

## 海峡植民地総督 (1826年–1946年)

海峡植民地の旗 (1867年–1946年)

海峡植民地総督（Governor of the Straits Settlements）は、イギリス東インド会社（1858年まで）、インド省（1867年まで）、植民地省（1946年まで）のためにシンガポールを監督する目的で1826年から1846年まで置かれた。
| 写真                                                | 名前                                             | 就任           | 退任                    |
| --------------------------------------------------- | ------------------------------------------------ | -------------- | ----------------------- |
|                                                     | ロバート・フラートン                             | 1826年11月27日 | 1830年11月12日          |
|                                                     | ロバート・イベットソン                           | 1830年11月12日 | 1833年12月7日           |
|                                                     | ケネス・マーチソン                               | 1833年12月7日  | 1836年11月18日          |
|                                                     | サミュエル・ジョージ・ボナム                     | 1836年11月18日 | 1843年1月               |
| イギリス東インド会社による直接統治：1843年1月 - 8月 |                                                  |                |                         |
|                                                     | ウィリアム・ジョン・バターワース                 | 1843年8月      | 1855年5月21日           |
|                                                     | エドマンド・オーガスタス・ブランデル             | 1855年5月21日  | 1859年8月6日            |
|                                                     | ウィリアム・オーフュア・カヴェナー               | 1859年8月6日   | 1867年3月16日           |
|                                                     | ハリー・オード                                   | 1867年3月16日  | 1873年11月4日           |
|                                                     | アンドルー・クラーク                             | 1873年11月4日  | 1875年5月8日            |
|                                                     | ウィリアム・ジャーヴォイス                       | 1875年5月8日   | 1877年4月3日            |
|                                                     | エドワード・アンソン                             | 1877年4月3日   | 1877年8月               |
|                                                     | ウィリアム・クリーヴァー・フランシス・ロビンソン | 1877年8月      | 1879年2月10日           |
|                                                     | エドワード・アンソン                             | 1879年2月10日  | 1880年5月16日           |
|                                                     | フレデリック・ウェルド                           | 1880年5月16日  | 1887年10月17日          |
|                                                     | セシル・クレメンティ・スミス                     | 1887年10月17日 | 1893年8月30日           |
|                                                     | ウィリアム・エドワード・マクスウェル             | 1893年8月30日  | 1 February 1894年2月1日 |
|                                                     | チャールズ・ミッチェル                           | 1894年2月1日   | 1899年12月7日           |
|                                                     | ジェームズ・スウェッテナム                       | 1899年12月7日  | 1901年11月5日           |
|                                                     | フランク・スウェッテナム                         | 1901年11月5日  | 1904年4月16日           |
|                                                     | ジョン・アンダーソン                             | 1904年4月16日  | 1911年9月2日            |
|                                                     | アーサー・ヤング                                 | 1911年9月2日   | 1920年2月17日           |
|                                                     | ローレンス・ギルマード                           | 1920年2月17日  | 1927年6月3日            |
|                                                     | ヒュー・クリフォード                             | 1927年6月3日   | 1930年2月5日            |
|                                                     | セシル・クレメンティ                             | 1930年2月5日   | 1934年11月9日           |
|                                                     | シェントン・トーマス                             | 1934年11月9日  | 1942年2月15日           |
| 日本軍軍政期：1942年2月15日 - 1945年9月12日         |                                                  |                |                         |
| イギリス軍管理：1945年9月12日 - 1946年4月1日        |                                                  |                |                         |
|                                                     | ルイス・マウントバッテン                         | 1945年9月12日  | 1946年4月1日            |
| 海峡植民地総督の復活                                |                                                  |                |                         |
|                                                     | シェントン・トーマス                             | 1945年9月12日  | 1946年4月1日            |

## シンガポール総督 (1946年–1959年)

シンガポール総督の旗 (1946年–1963年)

シンガポール総督（Governor of Singapore）は、植民地省のためにシンガポールを監督する目的で1946年から1959年まで置かれた。1959年6月よりシンガポールは自治領（State of Singapore）に移行し、総督職と総督事務所は廃止された。最後の総督ウィリアム・グードは新たに設立されたシンガポールの元首職であるヤン・ディ＝ペルトゥアン・ネガラになり、同年12月にユソフ・ビン・イサーク（後のシンガポール大統領）に後を譲った。
| 写真 | 名前                               | 就任          | 退任          |
| ---- | ---------------------------------- | ------------- | ------------- |
|      | フランクリン・チャールズ・ギムスン | 1946年4月1日  | 1952年3月20日 |
|      | ウィルフレッド・ローソン・ブライス | 1952年3月20日 | 1952年4月21日 |
|      | ジョン・ファーンズ・ニコル         | 1952年4月21日 | 1955年6月2日  |
|      | ウィリアム・グード                 | 1955年6月2日  | 1955年6月30日 |
|      | ロバート・ブラウン・ブラック       | 1955年6月30日 | 1957年12月9日 |
|      | ウィリアム・グード                 | 1957年12月9日 | 1959年6月3日  |